# Lockroy
Joseph-Philippe Simon, dit Lockroy, est un acteur et dramaturge français né à Turin le 17 février 1803 et mort à Paris 8e le 19 janvier 1891.

## Biographie
Fils du général Henri Simon qui lui interdit l'usage de son patronyme pour sa carrière artistique, Joseph-Philippe Simon débute en tant que comédien sous le pseudonyme de Lockroy au théâtre de l'Odéon puis passe au Vaudeville et à la Comédie-Française avant de se consacrer entièrement à l’écriture. Auteur de nombreux vaudevilles, dont certains en collaboration avec Eugène Scribe, on lui doit également les livrets de Maria di Rohan de Gaetano Donizetti (avec Badon, 1843), Bonsoir M. Pantalon d’Albert Grisar (avec de Morvan, 1851), Les Dragons de Villars de Louis-Aimé Maillart (avec Eugène Cormon, 1856), La Reine Topaze (avec Léon Battu, 1856) et La Fée Carabosse de Victor Massé (avec Hippolyte Cogniard, 1859) et Suzanne d’Émile Paladilhe (avec Cormon, 1878).    
Marié à la fille de l'écrivain révolutionnaire Marc-Antoine Jullien, Antoinette-Stéphanie, qui publiera elle-même deux ouvrages, Contes à mes nièces en 1868 et Les Fées de la famille en 1886, il est le père du journaliste et homme politique Édouard Lockroy.
Il meurt à Paris le 19 janvier 1891.
Il est inhumé au cimetière de Montmartre, 21e division, avenue Berlioz, face à la tombe de Victor Massé.

## Œuvres
- 1832 : Un mariage corse, comédie-vaudeville en 1 acte de Narcisse Fournier, Lockroy et Auguste Arnould, théâtre de la Porte-Saint-Martin, 26 mai
- 1837 : Le Bon garçon, opéra-comique en 1 acte, avec Anicet Bourgeois et Auguste Rousseau, théâtre de l'Opéra-Comique, 26 septembre
- 1839 : Passé minuit, comédie-vaudeville en 1 acte de Lockroy et Auguste Anicet-Bourgeois. Une musique de scène a été ajoutée en 1868 par Louis Deffès pour le théâtre des Bouffes-Parisiens
- 1835 : Les Amours de Faublas, ballet pantomime en 3 actes et 4 tableaux, chorégraphie Emmanuel Théaulon, théâtre de la Porte-Saint-Martin, 12 juin
- 1847 : Irène, comédie-vaudeville en deux actes de Eugène Scribe et Lockroy le 2 février 1847